# ERG
ERG (o también V-ets erythroblastosis virus E26 oncogene homolog (avian)) es una proteína codificada en humanos por el gen erg.

## Interacciones
La proteína ERG ha demostrado ser capaz de interaccionar con:
- ETS2[4]
- c-Jun[5]